# Santo Domingo Zanatepec
Santo Domingo Zanatepec är en ort i Mexiko.   Den ligger i kommunen Santo Domingo Zanatepec och delstaten Oaxaca, i den sydöstra delen av landet, 600 km sydost om huvudstaden Mexico City. Santo Domingo Zanatepec ligger 70 meter över havet och antalet invånare är 7 025.
Terrängen runt Santo Domingo Zanatepec är varierad. Runt Santo Domingo Zanatepec är det glesbefolkat, med 9 invånare per kvadratkilometer. Santo Domingo Zanatepec är det största samhället i trakten. I omgivningarna runt Santo Domingo Zanatepec växer huvudsakligen savannskog.